# Richard Henry Savage

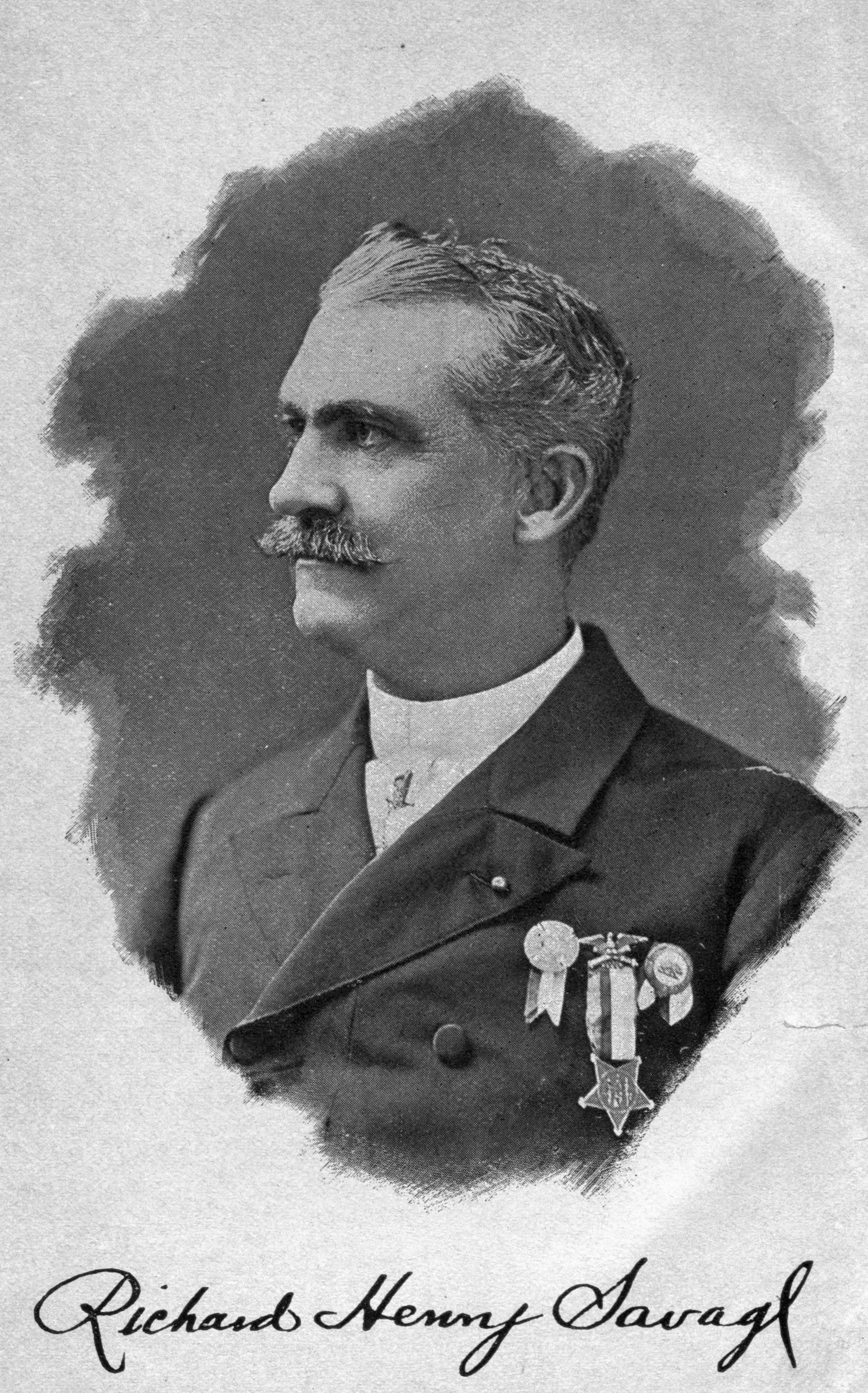
Savage, 1894

Richard Henry Savage (* 12. Juni 1846 in Utica, New York; † 11. Oktober 1903 in New York City) war ein US-amerikanischer Offizier und Schriftsteller.

## Leben und Wirken
Savage war der Sohn des Juristen Richard Savage (1817–1903) und dessen Ehefrau Jane Moorhead Ewart. Am Goldrausch in Kalifornien wollte die Familie Savage ebenfalls teilhaben: Sein Vater ging 1850 nach Kalifornien, der Rest der Familie kam Anfang 1852 nach San Francisco. Als Charles Warren Stoddard eine Schule gründete, war Savage u. a. zusammen mit Charles de Young einer seiner ersten Schüler.
1861 beendete Savage seine Schulzeit und kehrte zum Studium wieder in seine Heimatstadt zurück. Zu Beginn des Bürgerkriegs schloss er sich der Union Army an. Seines Alters wegen intervenierte sein Vater und besorgte ihm stattdessen einen Studienplatz an der United States Military Academy (West Point). Dort studierte er u. a. Ingenieurswesen und Recht und anschließend diente er einige Zeit beim United States Army Corps of Engineers.
Mit Wirkung vom 31. Dezember 1870 verließ Savage die Armee und wurde von Ulysses S. Grant (18. Präsident der Vereinigten Staaten) mit dem Amt eines Vizekonsuls beauftragt. Dieses Amt führte Savage erst nach Marseille und später nach Rom. Im darauffolgenden Jahr ging er als Sekretär von Charles Pomeroy Stone (1824–1887) für ein Jahr nach Ägypten und wirkte dort u. a. als Militärberater am Hof von Ismail Pascha.
1872 kehrte Savage in die USA zurück und arbeitete die folgenden zwei Jahre in einer Kommission, welche verschiedene Vorfälle an der
amerikanisch-mexikanischen Grenze untersuchte. Parallel dazu unterstützte er Richard King (1824–1885) bei Vermessungsarbeiten der Corpus Christi & Rio Grande Railroad.
Bei einem Aufenthalt in Washington, D.C. lernte er die deutsche Witwe Anna Josephine Scheible (1849–1910) kennen und heiratete sie am 2. Januar 1873 in der dortigen Deutschen Botschaft. Er hatte mit ihr eine Tochter, welche später Anatol de Carriere, einen zaristischen Verwaltungsbeamten, heiratete.
Zusammen mit seiner Ehefrau und der gemeinsamen Tochter ließ er sich 1874 für die folgenden zehn Jahre in San Francisco nieder. Dort stand Savage im Rang eines Colonels der California National Guard.
Während einer Studienreise durch Honduras erkrankte er am Dschungelfieber (wahrscheinlich an Malaria). Seine Zeit im Krankenhaus in New York verbrachte Savage damit, sein erstes Buch zu schreiben: My Official Wife. Nach seiner Gesundung blieb er zusammen mit seiner Familie in New York wohnen.
Am 16. Februar 1898 meldete sich Savage als Freiwilliger für den amerikanisch-spanischen Krieg, um an der Front zu kämpfen; stattdessen half er maßgeblich mit, Camp Columbia, eine Militärbasis auf Havanna (Kuba), zu entwerfen und zu errichten. Am 10. Dezember desselben Jahres konnte Savage dort die Flagge der Vereinigten Staaten hissen.
Zusammen mit seiner Ehefrau reiste er einige Male nach Russland – u. a. nach Chișinău –, wo seine Tochter verheiratet war.
Richard Henry Savage erlitt am 11. Oktober 1903 in New York einen Verkehrsunfall. Er wurde ins Roosevelt Hospital gebracht, wo er noch am selben Tag verstarb.

## Werke (Auswahl)
- My Official Wife. 1891.
  - deutsch: Meine offizielle Frau. Roman. Engelhorn, Stuttgart 1923 (übersetzt von Natalie Rümelin).
- The Little Lady of Lagunitas. 1892.
- Prince Schamyl’s Wooing. 1892.
  - deutsch: Prinz Schamyls Brautwerbung. Eine Geschichte aus dem russisch-türkischen Kriege. Engelhorn, Stuttgart 1894 (2 Bde., übersetzt von Natalie Rümelin).
- Of Life and Love. 1893.
- Delilah of Harlem. A Story of the New York City of Today. 1893.
  - deutsch: Die Hexe von Harlem. Engelhorn, Stuttgart 1897 (übersetzt von F. Mangold).
- The Anarchist. A Story of Today. 1893.
- The Masked Venus. Tauchnitz, Leipzig 1893 (englisch).
  - deutsch: Die maskierte Venus. Ein Roman aus vielen Ländern. Dreyer, Berlin 1905.
- The Passing Show. 1893. Spätere Ausgabe unter The Spider of Truxillo. F. T. Neely, New York, Chicago, 1895.
  - deutsch: Wandelbilder. Engelhorn, Stuttgart 1896 (übersetzt von Ferdinand Franz Mangold).
- The Princess of Alaska. 1894.
  - deutsch: Die Prinzess von Alaska. Verlag Hillger, Berlin 1898.
- The Flying Halcyon. A Mystery of the Pacific Ocean. 1894.
  - deutsch: Der fliegende Eisvogel. Habbel Verlag, Regensburg 1977, ISBN 3-7748-0350-1.
- Miss Devereux of the Mariquita. A Story of Bonanza Days in Nevada. 1895.
- His Cuban Sweetheart. 1895.
- After Many Years. 1895.
- An Exile from London. 1896.
- Lost Contessa Falka. 1896.
- Checked Through. Missing, Trunk No. 17580. 1896.
- An Awkward Meeting, Fighting the Tiger and Other Thrilling Adventures. 1897.
- A Fascinating Traitor. 1897.
- Captain Landon. A Story of Modern Rome. 1897.
- A Modern Corsair. A Story of the Levant. 1897.
- In the Swim. A Story of Currents and Under-Currents in Gayest New York. 1898.
- The White Lady of Khaminavatka. A Story of the Ukraine. 1899.
- The Midnight Passenger. 1900.
- The Mystery of a Shipyard. 1902.
- The Last Traitor of Long Island. A Story of the Sea. 1904 (Posthum).